# Eduard Ille
Eduard Ille, né le 17 mai 1823 à Munich et y décédé le 17 mai 1900 est un peintre, illustrateur, dessinateur et écrivain bavarois.

## Biographie
Il suit d'abord les cours au Wilhelmsgymnasium de Munich puis entre à l'Académie des beaux-arts comme élève des peintres Julius Schnorr von Carolsfeld et Moritz von Schwind. Sous leur direction, il réalise plusieurs retables, comme celui de  l'église de Brixlegg.
Il travaille en tant que dessinateur pour la revue munichoise Fliegende Blätter. Pour la cour royale de Bavière, il peint une série d'aquarelles, Zeit- und Kulturbildern. En 1868, il devient professeur à  l'Académie des Beaux-Arts. En 1874, il illustre des contes des frères Grimm.
Il participe à la conception de la salle du trône du château de Neuschwanstein.

## Œuvres

### Beaux arts
- Sieben Todsünden (1861)
- Temperamente
- Hanswursts lustige Streiche (1863)
- Staberls Reiseabenteuer (1864)
- Die Nibelungensage nach den Liedern der alten Edda
- Parzival
- Lohengrin
- Tannhäuser
- Hans Sachs und Nürnbergs Blütezeit
- Der Dreißigjährige Krieg
- Prinz Eugenius
- Die Wacht am Rhein
- Der Knabe Whittington und seine Katzen

### Littérature
- Gedichte (1855)
- Herzog Friedrich von Tirol, genannt mit der leeren Tasche. Livret
- Kaiser Joseph II. Drame (1850)
- Kunst und Leben (1862)

## Sources
- (de) Cet article est partiellement ou en totalité issu de l’article de Wikipédia en allemand intitulé « Eduard Ille » (voir la liste des auteurs).
- Notices d'autorité :   - VIAF
  - ISNI
  - LCCN
  - GND
  - Pays-Bas
  - Israël
  - NUKAT
  - WorldCat

## Liens
Eduard Ille (Wikisource)
- Eduard Ille in HeidICON Illustrationen der Fliegenden Blätter
- (de) « Publications de et sur Eduard Ille », dans le catalogue en ligne de la Bibliothèque nationale allemande (DNB).